# Desempeño científico

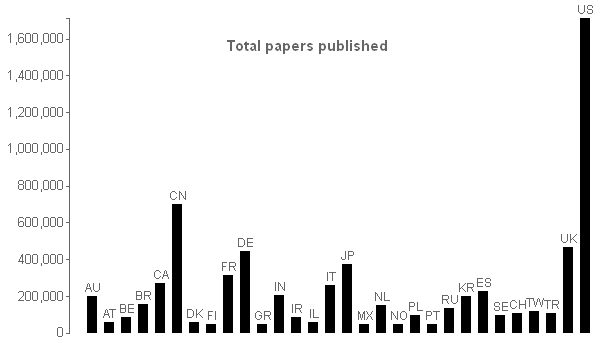
Número de artículos científicos publicados por país entre 2008 y 2012. Estados Unidos y China son los países que tienen mayor producción científica.

El desempeño científico de una institución, país, universidad o centro de investigación es una medida de su producción científica.

## Comparación internacional

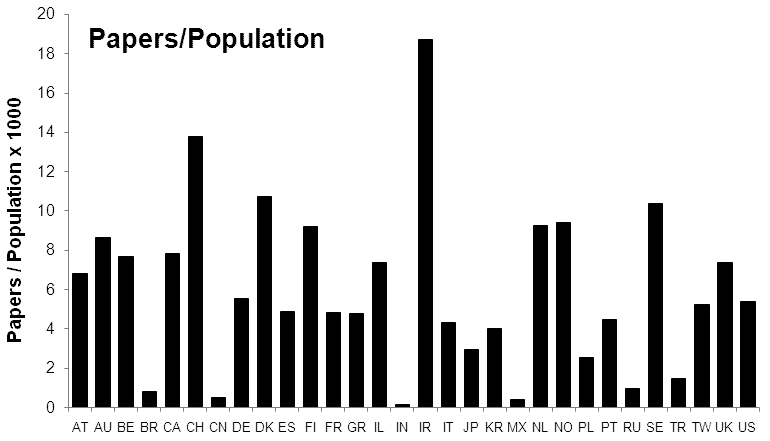
Número de artículos científicos per cápita, entre 2008 y 2012. Irlanda y Suiza poseen los mejores resultados en este indicador.

Para el caso de países la producción científica total depende del número de científicos (y por tanto de la población total), así como del nivel de renta, por esa razón una posible medida intensiva del desempeño científico medida a partir del número de publicaciones internacionales producidas sería:

{\displaystyle D={\frac {N}{P\cdot \mathrm {PIB} _{pc}}}}

{\displaystyle P} es la población total,
{\displaystyle \mathrm {PIB} _{pc}} es el PIB per cápita,
{\displaystyle N}, el número de publicaciones científicas en un cierto período.
En cuanto al número de publicaciones científicas actualmente los dos países con mayor producción científica medida en el número de publicaciones internacionales son China y Estados Unidos, ya que estos países son los que tienen mayor población de científicos que realizan investigaciones relevantes en universidades y centros de investigación. Además existe un efecto, de tamaño de país por el cual los científicos que pertenecen a países con mayor población tienen mayor probabilidad de ser citados por otros autores (en especial los del propio país).

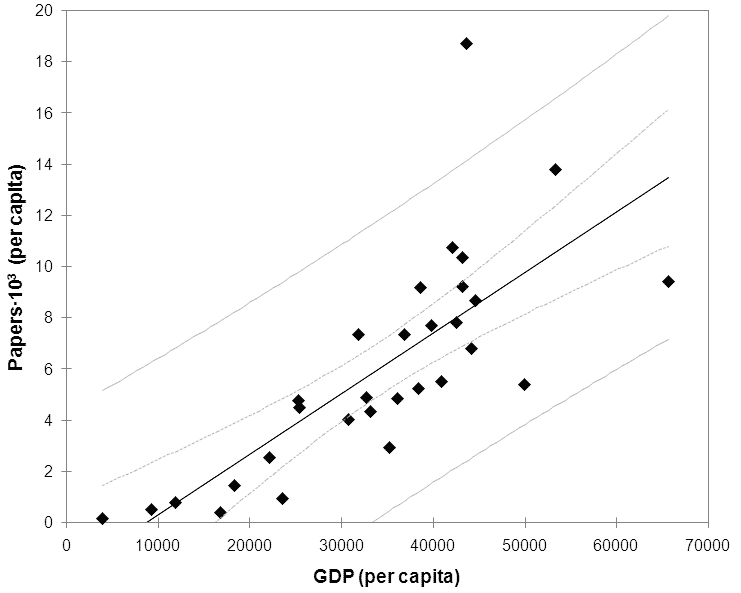
Relación entre el número de publicaciones per cápita frente al PIB per cápita.

Si se elimina el efecto de la población dividiendo el número de publicaciones entre la población total del país, para descontar los efectos de escala, se obtiene que ni China, ni Estados Unidos son los países con mayor producción per cápita, sino países como Suiza e Irlanda. Analizando los datos de producción científica per cápita se observa que esta está altamente correlacionada con el PIB per cápita, así países como India, Brasil o China tienen producciones científicas per cápita bastante inteferiores a Europa, Estados Unidos o Japón.